# Séries télévisées américaines diffusées durant la saison 2015-2016
| 2014-2015 • | 2015-2016 • | 2016-2017 |

Cet article liste les séries télévisées diffusées en prime time sur les principaux réseaux de télévision aux États-Unis durant la saison 2015-2016.
Ces principaux réseaux sont : ABC, CBS, The CW, la Fox et NBC. PBS n’est pas inclus car les stations locales disposent d’une grande flexibilité quant au choix des programmes et des horaires de diffusion. The CW ne propose pas de programmation nationale pour le week-end.
La programmation concerne les séries diffusées entre septembre 2015 et août 2016.

## Programmation

### Légende
- Les heures données correspondent à l’heure de l'Est et l’heure du Pacifique.
- Les nouvelles séries sont indiquées en gras.
- Le format du programme correspond à la couleur qui lui est attribuée :

Magazine d’informations
Divertissement / Télé-réalité
Sitcom / Comédie musicale / Série d’animation (20-30 minutes)
Drama / Action (40-50 minutes)
Programme sportif en direct
Programme local
Rediffusion

### Lundi
| Réseau | Réseau    | 20 h 0                             | 20 h 30                            | 21 h 0                             | 21 h 30                            | 22 h 0                           | 22 h 30                          |
| ------ | --------- | ---------------------------------- | ---------------------------------- | ---------------------------------- | ---------------------------------- | -------------------------------- | -------------------------------- |
| ABC    | Automne   | Danse avec les stars               | Danse avec les stars               | Danse avec les stars               | Danse avec les stars               | Castle                           | Castle                           |
| ABC    | Suivi par | The Great Christmas Light Fight    | The Great Christmas Light Fight    | The Great Christmas Light Fight    | The Great Christmas Light Fight    | The Great Holiday Baking Show    | The Great Holiday Baking Show    |
| ABC    | Hiver     | Bachelor, le gentleman célibataire | Bachelor, le gentleman célibataire | Bachelor, le gentleman célibataire | Bachelor, le gentleman célibataire | Castle                           | Castle                           |
| ABC    | Printemps | Danse avec les stars               | Danse avec les stars               | Danse avec les stars               | Danse avec les stars               | Castle                           | Castle                           |
| CBS    | Automne   | The Big Bang Theory                | Life in Pieces                     | Scorpion                           | Scorpion                           | NCIS : Los Angeles               | NCIS : Los Angeles               |
| CBS    | Suivi par | Supergirl                          | Supergirl                          | Scorpion                           | Scorpion                           | NCIS : Los Angeles               | NCIS : Los Angeles               |
| CBS    | Printemps | Mike & Molly                       | Mike & Molly                       | The Big Bang Theory (Rediffusions) | The Odd Couple                     | Person of Interest               | Person of Interest               |
| CBS    | Été       | TBA                                | TBA                                | TBA                                | TBA                                | BrainDead                        | BrainDead                        |
| The CW | The CW    | Crazy Ex-Girlfriend                | Crazy Ex-Girlfriend                | Jane the Virgin                    | Jane the Virgin                    | Programme local                  | Programme local                  |
| Fox    | Automne   | Gotham                             | Gotham                             | Minority Report                    | Minority Report                    | Programme local                  | Programme local                  |
| Fox    | Hiver     | The X-Files                        | The X-Files                        | Lucifer                            | Lucifer                            | Programme local                  | Programme local                  |
| Fox    | Suivi par | Gotham                             | Gotham                             | Lucifer                            | Lucifer                            | Programme local                  | Programme local                  |
| Fox    | Printemps | Gotham                             | Gotham                             | Houdini and Doyle                  | Houdini and Doyle                  | Programme local                  | Programme local                  |
| NBC    | Automne   | The Voice                          | The Voice                          | The Voice                          | The Voice                          | Blindspot                        | Blindspot                        |
| NBC    | Hiver     | Superstore                         | Telenovela                         | The Biggest Loser                  | The Biggest Loser                  | The Biggest Loser                | The Biggest Loser                |
| NBC    | Printemps | The Voice                          | The Voice                          | The Voice                          | The Voice                          | Blindspot                        | Blindspot                        |
| NBC    | Été       | American Ninja Warrior             | American Ninja Warrior             | American Ninja Warrior             | American Ninja Warrior             | Spartan: Ultimate Team Challenge | Spartan: Ultimate Team Challenge |

### Mardi
| Réseau | Réseau    | 20 h 0                                  | 20 h 30                                 | 21 h 0                        | 21 h 30                       | 22 h 0                                  | 22 h 30                                 |
| ------ | --------- | --------------------------------------- | --------------------------------------- | ----------------------------- | ----------------------------- | --------------------------------------- | --------------------------------------- |
| ABC    | Automne   | The Muppets                             | Fresh Off the Boat                      | Marvel : Les Agents du SHIELD | Marvel : Les Agents du SHIELD | Rediffusions                            | Rediffusions                            |
| ABC    | Suivi par | The Muppets                             | Fresh Off the Boat                      | Marvel : Les Agents du SHIELD | Marvel : Les Agents du SHIELD | Wicked City                             | Wicked City                             |
| ABC    | Hiver     | The Muppets                             | Fresh Off the Boat                      | Agent Carter                  | Agent Carter                  | TBA                                     | TBA                                     |
| ABC    | Printemps | Fresh Off the Boat                      | The Real O'Neals                        | Marvel : Les Agents du SHIELD | Marvel : Les Agents du SHIELD | Of Kings and Prophets                   | Of Kings and Prophets                   |
| CBS    | CBS       | NCIS : Enquêtes spéciales               | NCIS : Enquêtes spéciales               | NCIS : Nouvelle-Orléans       | NCIS : Nouvelle-Orléans       | Limitless                               | Limitless                               |
| The CW | The CW    | The Flash                               | The Flash                               | iZombie                       | iZombie                       | Programme local                         | Programme local                         |
| Fox    | Automne   | Grandfathered                           | The Grinder                             | Scream Queens                 | Scream Queens                 | Programme local                         | Programme local                         |
| Fox    | Hiver     | New Girl                                | Grandfathered                           | Brooklyn Nine-Nine            | The Grinder                   | Programme local                         | Programme local                         |
| NBC    | Automne   | The Voice                               | The Voice                               | The Voice                     | The Voice                     | Best Time Ever with Neil Patrick Harris | Best Time Ever with Neil Patrick Harris |
| NBC    | Suivi par | Best Time Ever with Neil Patrick Harris | Best Time Ever with Neil Patrick Harris | The Voice                     | The Voice                     | Chicago Fire                            | Chicago Fire                            |
| NBC    | Suivi par | The Voice                               | The Voice                               | Chicago Med                   | Chicago Med                   | Chicago Fire                            | Chicago Fire                            |
| NBC    | Hiver     | TBA                                     | TBA                                     | Chicago Med                   | Chicago Med                   | Chicago Fire                            | Chicago Fire                            |
| NBC    | Printemps | The Voice                               | The Voice                               | The Voice                     | The Voice                     | Chicago Fire                            | Chicago Fire                            |
| NBC    | Suivi par | The Voice                               | The Voice                               | Chicago Med                   | Chicago Med                   | Chicago Fire                            | Chicago Fire                            |

### Mercredi
| Réseau | Réseau    | 20 h 0                   | 20 h 30                  | 21 h 0                   | 21 h 30                  | 22 h 0          | 22 h 30         |
| ------ | --------- | ------------------------ | ------------------------ | ------------------------ | ------------------------ | --------------- | --------------- |
| ABC    | Automne   | The Middle               | The Goldbergs            | Modern Family            | Black-ish                | Nashville       | Nashville       |
| ABC    | Hiver     | The Middle               | The Goldbergs            | Modern Family            | Black-ish                | American Crime  | American Crime  |
| ABC    | Printemps | The Middle               | The Goldbergs            | Modern Family            | Black-ish                | Nashville       | Nashville       |
| CBS    | CBS       | Survivor : Cambodia (en) | Survivor : Cambodia (en) | Esprits criminels        | Esprits criminels        | Code Black      | Code Black      |
| The CW | The CW    | Arrow                    | Arrow                    | Supernatural             | Supernatural             | Programme local | Programme local |
| Fox    | Automne   | Rosewood                 | Rosewood                 | Empire                   | Empire                   | Programme local | Programme local |
| Fox    | Hiver     | American Idol            | American Idol            | Second Chance            | Second Chance            | Programme local | Programme local |
| Fox    | Printemps | Rosewood                 | Rosewood                 | Second Chance            | Second Chance            | Programme local | Programme local |
| Fox    | Suivi par | Rosewood                 | Rosewood                 | Empire                   | Empire                   | Programme local | Programme local |
| NBC    | NBC       | The Mysteries of Laura   | The Mysteries of Laura   | New York, unité spéciale | New York, unité spéciale | Chicago Police  | Chicago Police  |

### Jeudi
| Réseau | Réseau    | 20 h 0                          | 20 h 30                                                           | 21 h 0                                                            | 21 h 30                                                           | 22 h 0                                                            | 22 h 30                                                           |
| ------ | --------- | ------------------------------- | ----------------------------------------------------------------- | ----------------------------------------------------------------- | ----------------------------------------------------------------- | ----------------------------------------------------------------- | ----------------------------------------------------------------- |
| ABC    | Automne   | Grey's Anatomy                  | Grey's Anatomy                                                    | Scandal                                                           | Scandal                                                           | Murder                                                            | Murder                                                            |
| ABC    | Suivi par | Holiday Programming             | Holiday Programming                                               | Holiday Programming                                               | Holiday Programming                                               | Holiday Programming                                               | Holiday Programming                                               |
| ABC    | Hiver     | My Diet Is Better Than Yours    | My Diet Is Better Than Yours                                      | My Diet Is Better Than Yours                                      | My Diet Is Better Than Yours                                      | Beyond the Tank                                                   | Beyond the Tank                                                   |
| ABC    | Suivi par | Grey's Anatomy                  | Grey's Anatomy                                                    | Scandal                                                           | Scandal                                                           | Murder                                                            | Murder                                                            |
| ABC    | Printemps | Grey's Anatomy                  | Grey's Anatomy                                                    | Scandal                                                           | Scandal                                                           | The Catch                                                         | The Catch                                                         |
| CBS    | Automne   | NFL Thursday Night Kickoff (en) | Thursday Night Football (suivant le calendrier de la compétition) | Thursday Night Football (suivant le calendrier de la compétition) | Thursday Night Football (suivant le calendrier de la compétition) | Thursday Night Football (suivant le calendrier de la compétition) | Thursday Night Football (suivant le calendrier de la compétition) |
| CBS    | Suivi par | The Big Bang Theory             | Life in Pieces                                                    | Mom                                                               | 2 Broke Girls                                                     | Elementary                                                        | Elementary                                                        |
| The CW | Automne   | Vampire Diaries                 | Vampire Diaries                                                   | The Originals                                                     | The Originals                                                     | Programme local                                                   | Programme local                                                   |
| The CW | Hiver     | Legends of Tomorrow             | Legends of Tomorrow                                               | The 100                                                           | The 100                                                           | Programme local                                                   | Programme local                                                   |
| Fox    | Automne   | Bones                           | Bones                                                             | Sleepy Hollow                                                     | Sleepy Hollow                                                     | Programme local                                                   | Programme local                                                   |
| Fox    | Hiver     | American Idol                   | American Idol                                                     | American Idol                                                     | American Idol                                                     | Programme local                                                   | Programme local                                                   |
| NBC    | Automne   | Heroes Reborn                   | Heroes Reborn                                                     | The Blacklist                                                     | The Blacklist                                                     | The Player                                                        | The Player                                                        |
| NBC    | Hiver     | Heroes Reborn                   | Heroes Reborn                                                     | The Blacklist                                                     | The Blacklist                                                     | Shades of Blue                                                    | Shades of Blue                                                    |

### Vendredi
| Réseau | Réseau    | 20 h 0                 | 20 h 30                | 21 h 0                      | 21 h 30                     | 22 h 0          | 22 h 30         |
| ------ | --------- | ---------------------- | ---------------------- | --------------------------- | --------------------------- | --------------- | --------------- |
| ABC    | Automne   | Last Man Standing      | Dr. Ken                | Shark Tank                  | Shark Tank                  | 20/20           | 20/20           |
| ABC    | Hiver     | Last Man Standing      | Uncle Buck             | Shark Tank                  | Shark Tank                  | 20/20           | 20/20           |
| CBS    | CBS       | The Amazing Race       | The Amazing Race       | Hawaï 5-0                   | Hawaï 5-0                   | Blue Bloods     | Blue Bloods     |
| The CW | Automne   | Reign                  | Reign                  | America's Next Top Model    | America's Next Top Model    | Programme local | Programme local |
| The CW | Hiver     | Vampire Diaries        | Vampire Diaries        | The Originals               | The Originals               | Programme local | Programme local |
| Fox    | Automne   | MasterChef Junior (en) | MasterChef Junior (en) | World's Funniest Fails (en) | World's Funniest Fails (en) | Programme local | Programme local |
| Fox    | Hiver     | MasterChef Junior (en) | MasterChef Junior (en) | Hell's Kitchen              | Hell's Kitchen              | Programme local | Programme local |
| Fox    | Suivi par | Sleepy Hollow          | Sleepy Hollow          | Hell's Kitchen              | Hell's Kitchen              | Programme local | Programme local |
| NBC    | NBC       | Undateable             | Truth Be Told          | Grimm                       | Grimm                       | Dateline NBC    | Dateline NBC    |

### Samedi
| Réseau | Réseau | 20 h 0                                                                 | 20 h 30                                                                | 21 h 0                                                                 | 21 h 30                                                                | 22 h 0                                                                 | 22 h 30                                                                |
| ------ | ------ | ---------------------------------------------------------------------- | ---------------------------------------------------------------------- | ---------------------------------------------------------------------- | ---------------------------------------------------------------------- | ---------------------------------------------------------------------- | ---------------------------------------------------------------------- |
| ABC    | ABC    | Saturday Night Football (suivant le calendrier de la compétition)      | Saturday Night Football (suivant le calendrier de la compétition)      | Saturday Night Football (suivant le calendrier de la compétition)      | Saturday Night Football (suivant le calendrier de la compétition)      | Saturday Night Football (suivant le calendrier de la compétition)      | Saturday Night Football (suivant le calendrier de la compétition)      |
| CBS    | CBS    | Crimetime Saturday (en)                                                | Crimetime Saturday (en)                                                | Crimetime Saturday (en)                                                | Crimetime Saturday (en)                                                | 48 Hours (en)                                                          | 48 Hours (en)                                                          |
| Fox    | Fox    | College Football on Fox (en) (suivant le calendrier de la compétition) | College Football on Fox (en) (suivant le calendrier de la compétition) | College Football on Fox (en) (suivant le calendrier de la compétition) | College Football on Fox (en) (suivant le calendrier de la compétition) | College Football on Fox (en) (suivant le calendrier de la compétition) | College Football on Fox (en) (suivant le calendrier de la compétition) |
| NBC    | NBC    | Dateline NBC                                                           | Dateline NBC                                                           | Dateline NBC                                                           | Dateline NBC                                                           | SNL Vintage (en)                                                       | SNL Vintage (en)                                                       |

### Dimanche
| Réseau | Réseau    | 19h00                          | 19h30                          | 20 h 0                         | 20 h 0                                                                   | 20 h 30                                                                  | 21 h 0                                                                   | 21 h 30                                                                  | 22 h 0                                                                   | 22 h 30                                                                  |
| ------ | --------- | ------------------------------ | ------------------------------ | ------------------------------ | ------------------------------------------------------------------------ | ------------------------------------------------------------------------ | ------------------------------------------------------------------------ | ------------------------------------------------------------------------ | ------------------------------------------------------------------------ | ------------------------------------------------------------------------ |
| ABC    | Automne   | America's Funniest Home Videos | America's Funniest Home Videos | Once Upon a Time               | Once Upon a Time                                                         | Once Upon a Time                                                         | Blood and Oil                                                            | Blood and Oil                                                            | Quantico                                                                 | Quantico                                                                 |
| ABC    | Hiver     | America's Funniest Home Videos | America's Funniest Home Videos | Galavant                       | Galavant                                                                 | Galavant                                                                 | TBA                                                                      | TBA                                                                      | TBA                                                                      | TBA                                                                      |
| ABC    | Printemps | America's Funniest Home Videos | America's Funniest Home Videos | Once Upon a Time               | Once Upon a Time                                                         | Once Upon a Time                                                         | The Family                                                               | The Family                                                               | Quantico                                                                 | Quantico                                                                 |
| CBS    | CBS       | 60 Minutes                     | 60 Minutes                     | Madam Secretary                | Madam Secretary                                                          | Madam Secretary                                                          | The Good Wife                                                            | The Good Wife                                                            | CSI: Cyber                                                               | CSI: Cyber                                                               |
| Fox    | Automne   | NFL on Fox (en)                | Bob's Burgers                  | Les Simpson                    | Les Simpson                                                              | Brooklyn Nine-Nine                                                       | Les Griffin                                                              | The Last Man on Earth                                                    | Programme local                                                          | Programme local                                                          |
| Fox    | Hiver     | TBA                            | Bob's Burgers                  | Les Simpson                    | Les Simpson                                                              | Cooper Barrett's Guide to Surviving Life                                 | Les Griffin                                                              | Bordertown                                                               | Programme local                                                          | Programme local                                                          |
| NBC    | NBC       | Football Night in America (en) | Football Night in America (en) | Football Night in America (en) | NBC Sunday Night Football (en) (suivant le calendrier de la compétition) | NBC Sunday Night Football (en) (suivant le calendrier de la compétition) | NBC Sunday Night Football (en) (suivant le calendrier de la compétition) | NBC Sunday Night Football (en) (suivant le calendrier de la compétition) | NBC Sunday Night Football (en) (suivant le calendrier de la compétition) | NBC Sunday Night Football (en) (suivant le calendrier de la compétition) |

## Liste des séries par réseau de télévision

### ABC
| Séries renouvelées : - 20/20 (36e saison) - America's Funniest Home Videos (26e saison) - American Crime (2e saison) - The Bachelor (20e saison) - Black-ish (2e saison) - Castle (8e saison) - Dancing with the Stars (20e saison) - Fresh Off the Boat (2e saison) - Galavant (2e saison) - The Goldbergs (3e saison) - Grey's Anatomy (12e saison) - How to Get Away with Murder (2e saison) - Last Man Standing (5e saison) - Marvel : Les Agents du SHIELD (3e saison) - The Middle (7e saison) - Modern Family (7e saison) - Nashville (4e saison) - Once Upon a Time (5e saison) - Scandal (5e saison) - Secrets and Lies (2e saison) | Nouvelles séries : - Blood and Oil - The Catch - Dr. Ken - The Family - The Muppets - Of Kings and Prophets - Quantico - The Real O'Neals - Uncle Buck - Wicked City | Séries non renouvelées : - Cristela (1 saison) - Forever (1 saison) - Manhattan Love Story (1 saison) - Resurrection (2 saisons) - Revenge (4 saisons) - Selfie (1 saison) - The Taste (en) (3 saisons) |

### CBS
| Séries renouvelées : - 2 Broke Girls (5e saison) - 48 Hours (en) (28e saison) - 60 Minutes (48e saison) - The Amazing Race (26e saison) - The Big Bang Theory (9e saison) - Blue Bloods (6e saison) - Esprits criminels (11e saison) - Les Experts (téléfilm) - CSI: Cyber (2e saison) - Elementary (4e saison) - The Good Wife (7e saison) - Hawaï 5-0 (6e saison) - Madam Secretary (2e saison) - Mike & Molly (6e saison) - Mom (3e saison) - NCIS : Enquêtes spéciales (13e saison) - NCIS : Los Angeles (7e saison) - NCIS : La Nouvelle-Orléans (2e saison) - The Odd Couple (2e saison) - Person of Interest (5e saison) - Scorpion (2e saison) - Survivor (en) (30e saison) - Thursday Night Football (10e saison) - Patron incognito (7e saison) | Nouvelles séries : - Angel from Hell - BrainDead - Code Black - Criminal Minds: Beyond Borders - Life in Pieces - Limitless - Rush Hour - Supergirl | Séries non renouvelées : - Battle Creek (1 saison) - The McCarthys (1 saison) - Mentalist (7 saisons) - The Millers (2 saisons) - Stalker (1 saison) - Mon oncle Charlie (12 saisons) |

### The CW
| Séries renouvelées : - The 100 (3e saison) - America's Next Top Model (22e saison) - Arrow (4e saison) - Beauty & the Beast (4e saison) - The Flash (2e saison) - iZombie (2e saison) - Jane the Virgin (2e saison) - The Originals (3e saison) - Reign (3e saison) - Supernatural (11e saison) - Vampire Diaries (7e saison) - Whose Line Is It Anyway? (en) (12e saison) | Nouvelles séries : - Containment - Crazy Ex-Girlfriend - Legends of Tomorrow | Séries non renouvelées : - Hart of Dixie (4 saisons) - The Messengers (1 saison) |

### Fox
| Séries renouvelées : - American Idol (15e saison) - Bob's Burgers (6e saison) - Bones (11e saison) - Brooklyn Nine-Nine (3e saison) - Empire (2e saison) - Les Griffin (14e saison) - Fox College Football (en) (4e saison) - Gotham (2e saison) - The Last Man on Earth (2e saison) - MasterChef Junior (en) (3e saison) - New Girl (5e saison) - Les Simpson (27e saison) - Sleepy Hollow (3e saison) | Nouvelles séries : - Bordertown - Grandfathered - The Grinder - The Guide to Surviving Life - Houdini and Doyle - Lookinglass - Lucifer - Minority Report - Rosewood - Scream Queens | Séries non renouvelées : - Backstrom (1 saison) - Following (3 saisons) - Glee (6 saisons) - The Mindy Project (dorénavant sur Hulu) - Mulaney (1 saison) - Red Band Society (1 saison) - Utopia (1 saison) - Weird Loners (1 saison) |

### NBC
| Séries renouvelées : - The Apprentice (12e saison) - The Biggest Loser (17e saison) - The Blacklist (3e saison) - Chicago Fire (4e saison) - Chicago PD (3e saison) - Football Night in America (en) (10e saison) - Grimm (5e saison) - New York, unité spéciale (17e saison) - The Mysteries of Laura (2e saison) - The Night Shift (3e saison) - Undateable (3e saison) - The Voice (9e saison) | Nouvelles séries : - Best Time Ever with Neil Patrick Harris - Better Late Than Never - Blindspot - Chicago Med - Coach - Crowded - Emerald City - Game of Silence - Heartbreaker - Heroes Reborn - Hot & Bothered - Little Big Shots (en) - The Player - Shades of Blue - Superstore - Truth Be Told - You, Me and the Apocalypse - You the Jury | Séries non renouvelées : - A to Z (1 saison) - About a Boy (2 saisons) - Allegiance (1 saison) - Bad Judge (1 saison) - Constantine (1 saison) - Marry Me (1 saison) - One Big Happy (1 saison) - Parenthood (6 saisons) - Parks and Recreation (7 saisons) - State of Affairs (1 saison) |

## Source
- (en) Cet article est partiellement ou en totalité issu de l’article de Wikipédia en anglais intitulé « 2015–16 United States network television schedule » (voir la liste des auteurs).